# Kadlur, Sakleshpur
Kadlur là một làng thuộc tehsil Sakleshpur, huyện Hassan, bang Karnataka, Ấn Độ.